# Ист Карбон (Јута)
Ист Карбон (енгл. East Carbon) град је у америчкој савезној држави Јута.

## Демографија
По попису из 2010. године број становника је 1.301, што је 92 (-6,6%) становника мање него 2000. године.
| Група             | 2000.         | 2010.         |
| Белци             | 1.064 (76,4%) | 1.000 (76,9%) |
| Афроамериканци    | 2 (0,1%)      | 7 (0,5%)      |
| Азијати           | 2 (0,1%)      | 2 (0,2%)      |
| Хиспаноамериканци | 290 (20,8%)   | 274 (21,1%)   |
| Укупно            | 1.393         | 1.301         |